# Хоменський Владислав
Владисла́в Хоме́нський (нар. 10 лютого 2004, с. Моївка, Вінницька область, Україна) — український спортсмен, легкоатлет, чемпіон України з бігу на 800 метрів у приміщенні (2021).
Владислав Хоменський — вихованець міської дитячо-юнацької спортивної школи № 1. Тренується під керівництвом тренера Андрія Москвіна. Свій чемпіонський титул він виборов на Чемпіонаті України з легкої атлетики в приміщенні серед юнаків, який пройшов у лютому в Сумах.